# Jules Goux
Jules Goux (6 de abril de 1885 - 6 de marzo de 1965), fue un corredor automovilístico francés de la era de los Grandes Premios, el primer europeo en ganar las 500 Millas de Indianápolis.

## Biografía
Influido por la Copa Gordon Bennett de Automovilismo, Jules Goux comenzó a participar en carreras de coches con poco más de veinte años. Obtuvo su primer éxito de importancia en España, sobre un circuito de carreteras alrededor de Sitges, cerca de Barcelona, cuando ganó la Copa de Cataluña en 1908, una victoria que repitió al año siguiente. Debido a su éxito en las carreras, fue invitado junto con Georges Boillot por Peugeot para correr en su equipo de fábrica. Como parte de un equipo de diseño de cuatro hombres dirigido por Paul Zuccarelli y Ernest Henry, Goux contribuyó a desarrollar un motor radicalmente nuevo, utilizando cuatro cilindros en línea y un doble árbol de levas en cabeza.

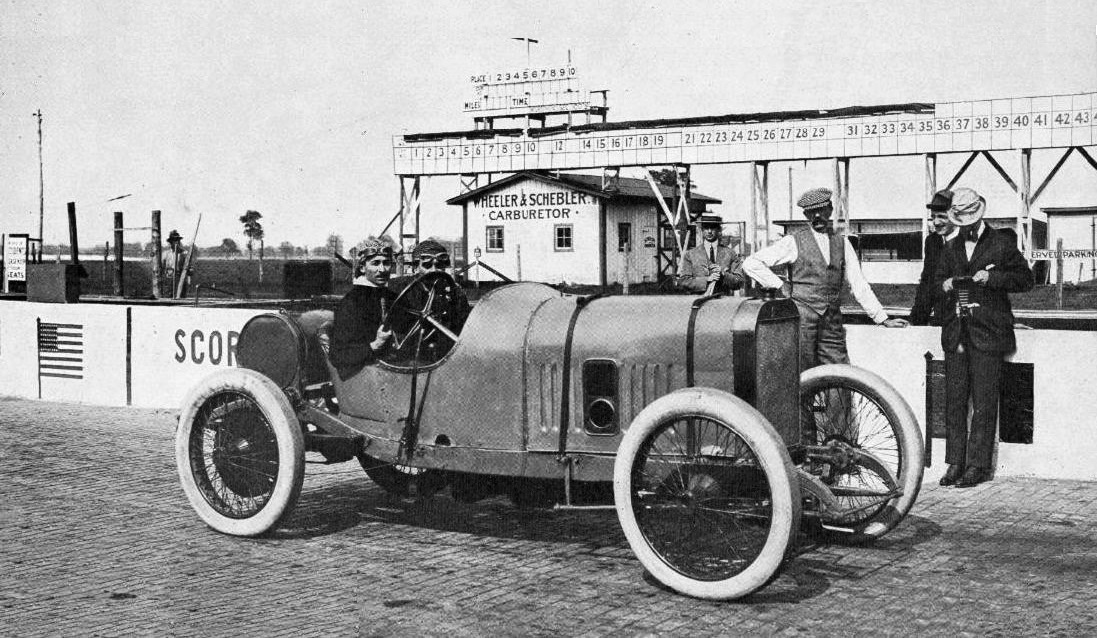
Jules Goux en las 500 Millas de Indianápolis (1913)

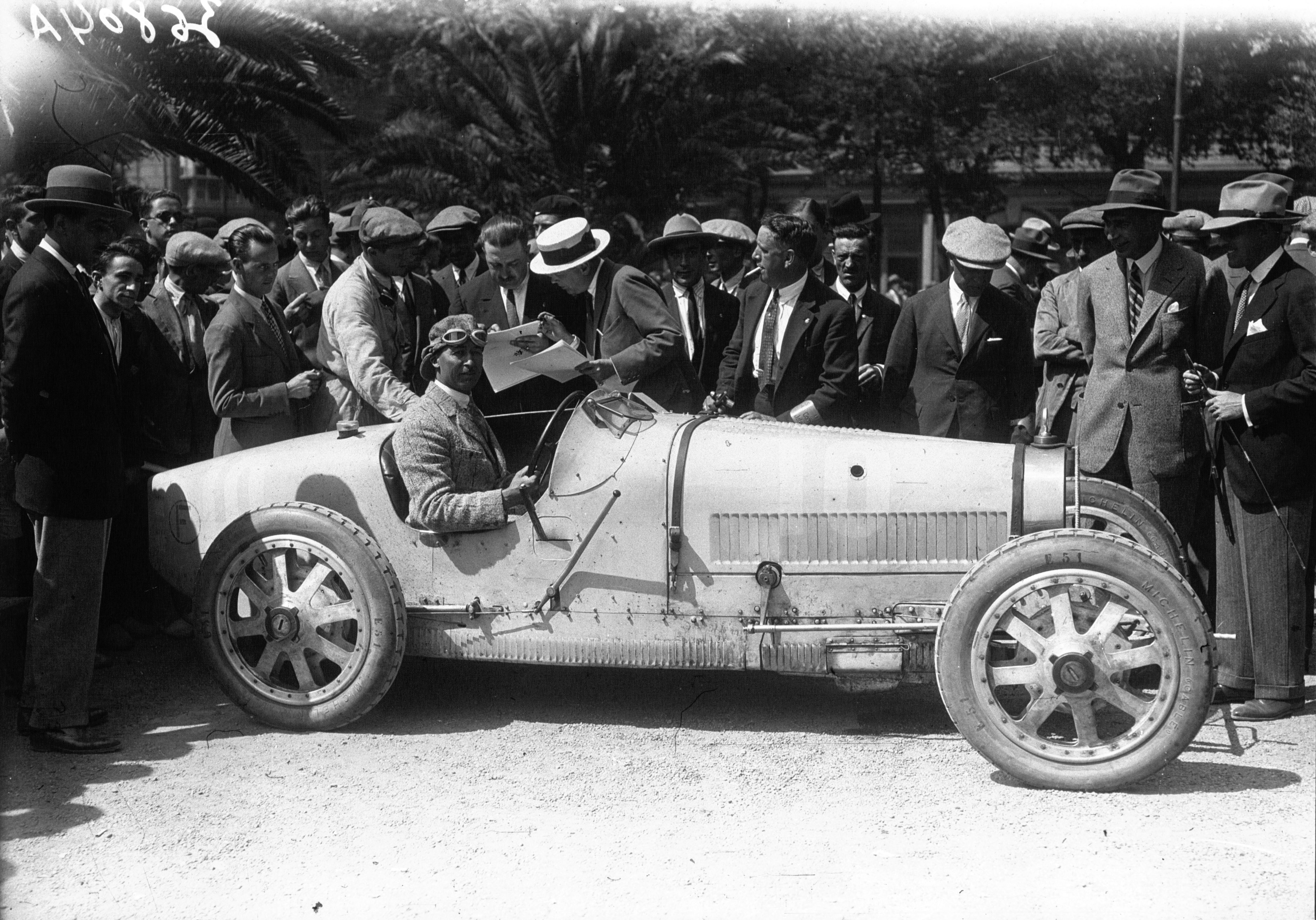
Jules Goux vencedor en el Gran Prix de San Sebastián (1926)

Jules Goux ganó en 1912 la Copa Sarthe en Le Mans conduciendo un Peugeot, y en 1913 viajó con el equipo a los Estados Unidos para competir en la carrera de las 500 Millas de Indianápolis. Goux ganó la carrera, convirtiéndose en el primer francés en lograrlo. Según se dice, Goux consumió cuatro botellas de champán mientras conducía (entonces la prueba se llamaba International 500-Mile Sweepstakes Race, un tipo de carrera en la que los vencedores recibían como premio las apuestas del resto de participantes), atribuyéndosele una frase que se hizo popular en la prensa "Sin este buen vino, no habría sido capaz de ganar."
Al año siguiente, la Primera Guerra Mundial estalló en Europa, obligándole a interrumpir su carrera de corredor para incorporarse al ejército francés. Finalizada la guerra, Goux volvió a correr en el Gran Prix Europeo. En 1921, conduciendo para la marca Ballot,  acabó tercero en el Gran Prix de Francia y venció en la edición inaugural del Gran Prix de Italia en Brescia. Los años siguientes, su carrera estuvo marcada por los problemas hasta 1926, cuando conduciendo para Bugatti un coche T39A ganó el Gran Prix de Francia en Miramas, y en España el Gran Premio de Europa en el Circuito de Lasarte.
Goux murió en marzo de 1965, debido a una alergia severa al marisco que produjo el fatal desenlace.

## Resultados

### 500 Millas de Indianápolis
| Año     | Coche nº | Puesto Salida | Calific (mph) | Pos Calific | Puesto Final | Giros Totales | Giros Liderando | Resultado      |
| ------- | -------- | ------------- | ------------- | ----------- | ------------ | ------------- | --------------- | -------------- |
| 1913    | 16       | 7             | 86.030        | 3           | 1            | 200           | 138             | Meta           |
| 1914    | 6        | 19            | 98.130        | 2           | 4            | 200           | 1               | Meta           |
| 1919    | 6        | 22            | 95.000        | 15          | 3            | 200           | 0               | Meta           |
| 1920    | 16       | 21            | 84.300        | 19          | 15           | 148           | 0               | Problema motor |
| 1922    | 14       | 22            | 96.950        | 9           | 25           | 25            | 0               | Problema eje   |
| Totales | Totales  | Totales       | Totales       | Totales     | Totales      | 773           | 139             |                |

| nº Carreras  | 5 |
| Poles        | 0 |
| Primera Fila | 0 |
| Victorias    | 1 |
| 5 primeros   | 3 |
| 10 primeros  | 3 |
| Retirado     | 2 |